# 簡文彬
簡文彬（1967年10月1日—），臺灣指揮家，國家文藝獎得主。2001年至2007年間擔任國家交響樂團音樂總監，現為國家表演藝術中心衛武營國家藝術文化中心藝術總監。
簡文彬長期旅歐，有豐富的歌劇指揮經驗，並受邀於奧地利、荷蘭、德國及瑞士等地劇院指揮演出。此外他也應邀客席指揮奧地利、義大利、捷克、俄國、法國、日本、香港、德國、中國及英國等地交響樂團。

## 生平

### 早年
簡文彬原籍臺南左鎮，在臺北市出生，國立藝專音樂科鍵盤組畢業。1984年初透過同學引介，隨著知名指揮家陳秋盛接觸指揮。
1990年負笈奧地利入維也納音樂學院鑽研指揮，1994年取得碩士學位畢業。在校期間，曾於義大利及法國等地國際指揮大賽中獲獎。1995年於以色列榮獲首屆伯恩斯坦指揮大賽特別獎。

### 職業生涯
1996年起，擔任莱茵德意志歌剧院之駐院指揮。1998年6月他率領該院首次於「維也納藝術節」演出，為該劇院以及台灣指揮家寫下一頁新紀錄。2007年，率該院於瑞士「九月音樂節」（Septembre musical）演出普罗科菲耶夫《三橘之戀》。2009年，簡文彬與導演克里斯多夫·内尔合作推出荀白克《摩西与亚伦》的嶄新製作，被德國重要媒體及評論譽為萊茵歌劇院近十年來最成功的一次製作。 莱茵邮报讚道：「在簡文彬的指揮下，《摩西與亞倫》綻現出美而優異的全新樣貌，甚至讓聽眾完全忘記這其實是一部複雜的『無調性音樂』作品。」2010年，簡文彬帶領該院於德國魯爾區「歐洲文化之都」計畫中，演出亨策的歌劇劇作《費朵拉》。2011年8月，簡文彬獲聘擔任萊茵歌劇院終身駐院指揮，為亞洲指揮在歐洲第一人。
國家交響樂團時期
1999年至2001年期間，簡文彬獲邀擔任國家交響樂團首席客座指揮，繼而於2001年至2007年擔任該團音樂總監。任職國家交響樂團期間，簡文彬以創新思維規劃樂季節目，例如：《發現系列》定期音樂會，系統性地以西方經典作曲家為個別主題，以及以跨界概念推出的《歌劇系列》、《永遠的童話》等等。此外簡文彬也積極委託臺灣作曲家創作，催生臺灣交響樂新作品。2006年，帶領國家交響樂團挑戰華格納全本《尼伯龍根的指環》，創亞洲地區自製該劇首例，並獲得國際專業媒體大篇幅報導與佳評。2007年受太平洋音樂節之邀，率領國家交響樂團訪問札幌，是首支獲得該音樂節邀請之亞洲職業樂團。同年，帶領國家交響樂團與德國萊茵歌劇院首度跨國合作，於國內完整演出理查·史特勞斯《玫瑰騎士》。
2007年卸任音樂總監職務後，簡文彬仍持續以客席指揮身分帶領該團推動跨界製作。2007年與國光劇團合作推出交響京劇《快雪時晴》；2008年推出金希文歌劇《黑鬚馬偕》世界首演；2009年與澳洲歌劇團於臺灣首次合作，演出比才歌劇《卡門》；2010年與南王部落歌手推出《很久沒有敬我了你》。
衛武營國家藝術文化中心時期
為了國家表演藝術中心的成立，2012年簡文彬在時任文化部長龍應台邀請下，應允擔任文化部顧問，提供外國經驗與意見。2014年，簡文彬獲得國家表演藝術中心第一屆第一次董事會之正式任命，擔任衛武營國家藝術文化中心成立後首任藝術總監。2015年1月起，擔任衛武營營運推動小組召集人暨準藝術總監。2018年9月10日，衛武營國家藝術文化中心正式成立，簡文彬放棄德國終身職務之保障，回臺正式就任。

### 近年活動
除了在臺灣的藝術職務之外，簡文彬在1998至2004年期間擔任日本札幌太平洋音樂節〈Pacific Music Festival〉常任指揮。另外，他也在國立臺灣交響樂團邀請下短暫擔任該團藝術顧問（2014年8月–2016年7月），
2014年9月，簡文彬獲頒國家文藝獎（第18屆）。

## 外部連結
- 臺灣音樂群像 簡文彬 （页面存档备份，存于）
- 簡文彬的Facebook專頁
- 簡文彬的個人部落格 （页面存档备份，存于）
- 簡文彬的Discogs页面（英文）

| 前任： 席維斯坦 | 國家交響樂團首席客座指揮 1999年－2001年 | 繼任： 林望傑 |
| 前任： 林望傑   | 國家交響樂團音樂總監 2001年－2007年     | 繼任： 呂紹嘉 |
| 前任： 林望傑   | 國家交響樂團首席客座指揮 2007年－2008年 | 繼任： 赫比希 |
| 前任： 水藍     | 國立臺灣交響樂團藝術顧問 2014年－2016年 | 繼任： '      |
| 前任： '        | 衛武營國家藝術文化中心藝術總監 2018年－ | 繼任： '      |